# Artal III d'Alagón
Artal III d'Alagón (?, ? - Saix, Regne de València, 1239) va ser un noble aragonès, 7r Senyor d'Alagón, 2n Senyor de Sástago i Pina, entre altres títols. Va morir en una cavalcada combatent a Saix el 1239

## Orígens familiars
Fill de Blasco I d'Alagón i germà de Constança d'Alagó.

## Núpcies i descendents
Es casà amb Eva Ximénez d'Urrea, filla de Ximeno II d'Urrea i de Maria Rodriguez de Luesia, el gener del 1234 i tingueren almenys un fill:
- Blasco II d'Alagón, també anomenat Blasquiello o Blasco d'Alagón "el net"